# Mas de Font
El Mas de Font és una obra d'Amposta (Montsià) inclosa a l'Inventari del Patrimoni Arquitectònic de Catalunya.

## Descripció
Aquest mas es troba al sector del Delta, prop de les carreteres secundàries que comuniquen la Ràpita amb el Canal de la Dreta. Actualment, el conjunt consta de l'habitatge, un rafal lateral i el pou, enderrocat, davant la casa.
L'habitatge, en si, és un cos rectangular dividit en tres sectors -vist des de la planta-: al central, possiblement fou dedicat a l'habitatge i els dos laterals a magatzems i estances complementàries.
A l'alçat el cos central sobresurt; té una planta baixa, dos pisos i golfes, i està cobert amb una teulada a doble vessant. Els laterals tenen només planta i pis, més un sector de golfes; coberts a un vessant; malgrat seguir el principi de cossos adossats propi de les construccions de la zona, aconsegueixen un efecte de conjunt harmònic. Els diferents pisos i cossos dividits amb senzilles motllures, que al cas de les verticals simulen pilastres adossades d'inspiració italianitzant.
Portes d'arc escarser o amb llindes, i finestres d'arc de mig punt, totes amb l'emmarcament ressaltat amb maons. Algun sector té arcuacions cegues.

## Història
Actualment, en estat d'abandó, amb finestres sense vidres, el que fa deteriorar apressa les estructures. Al rafal, es conserven encara les menjadores per als animals.